# Nazionale maschile di pallacanestro delle Isole Marshall
La nazionale di pallacanestro delle Isole Marshall è la rappresentativa cestistica delle Isole Marshall ed è posta sotto l'egida della Federazione cestistica delle Isole Marshall.